# Pinduoduo
Pinduoduo Inc. (kinesisk: 拼多多; Pinyin: Pīn duōduō) er en kinesisk e-handelsvirksomhed, som giver kunderne mulighed for at købe fødevarer direkte fra kinesiske landmænd. 16 mio. kinesiske landmænd sælger fødevarer gennem internetplatformen.